# Roseaux (Haïti)
Pour les articles homonymes, voir Roseaux (homonymie).
Roseaux (Wozo en créole haïtien) est une commune d'Haïti, située dans le département de Grand'Anse, arrondissement de Corail.

## Géographie
La commune de Roseaux est située dans la péninsule de Tiburon à l'Est de la ville de Jérémie. Elle est longée à l'ouest par la rivière des Roseaux qui se jette à cet endroit dans le golfe de la Gonâve.

## Démographie
La commune est peuplée de 35 756 habitants(recensement par estimation de 2015).

## Administration
La commune est composée des sections communales de :
- Carrefour Charles (ou Jacquet)
- Fond Cochon (ou Lopineau)
- Grand Vincent
- Les Gommiers

## Économie
L'économie locale repose sur la culture du café et de la canne à sucre.